# Курась, Фердинанд
Фердинанд Ку́рась (пол. Ferdynand Kuraś, 21 февраля 1871 года, Велёвесь, около Тарнобжега, Королевство Галиции и Лодомерии, Австро-Венгрия — 3 декабря 1929 года, Карвин, Малопольское воеводство, Польша) — польский крестьянский поэт, писатель и мемуарист.

## Биография
Родился в бедной крестьянской семье. В детстве потерял слух. Дебютировал в 1893 года, издав стихотворение «Na zgon Teofila Lenartowicza». Позднее издал несколько поэтических сборников. Часто публиковался анонимно на страницах польских периодических изданий.
Наибольшую известность получили его мемуары «Przez ciernie żywota» с предисловием Стефана Жеромского, изданные в 1924 году/
Скончался 3 декабря 1929 года и был похоронен на приходском кладбище в селе Добрановице.

## Награды
За свою литературную деятельность был удостоен кавалерским крестом Ордена Возрождения Польши в 1929 году.